# Giovanni da Milano

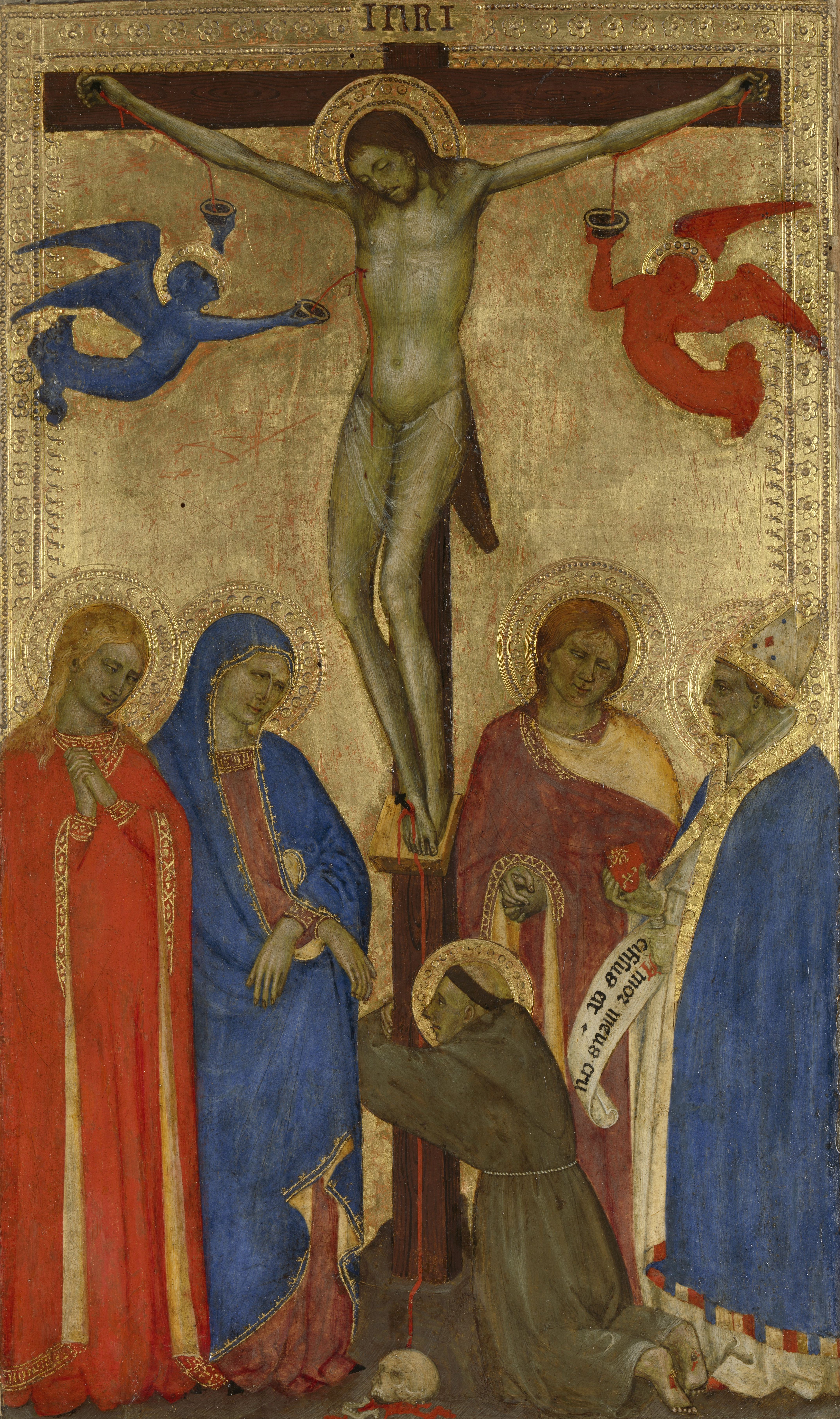
Christus aan het kruis, Amsterdam, Rijksmuseum

Giovanni da Milano was een Italiaans kunstschilder afkomstig uit Como nabij Milaan, die actief was in de tweede helft van de 14e eeuw in Florence.

## Biografische elementen
Giovanni zou geboren zijn omstreeks  1325. Een Florentijns document vermeldt dat hij geboren werd in “Kaversaio” wat zou overeenkomen met het huidige Caversaccio, een deelgemeente van Valmorea, in de buurt van Como.
Het is niet bekend waar en van wie Giovanni zijn opleiding kreeg. Giorgio Vasari schreef in zijn Vite dat hij een leerling was van Taddeo Gaddi, maar dat is niet correct.
Giovanni werd het eerst vermeld bij de niet uit Florence afkomstige schilders die er werkten op 17 oktober 1346 als “Johannes, Jacobi de Commo”. Dan verdwijnt hij voor 12 jaar uit de documenten. We vinden hem terug bij zijn aansluiting bij de “Arte dei Medici e Speziali”, waarbij hij wordt ingeschreven van 1358 tot 1363 als “Iohannes Iacobi Guidonis de Mediolano pictor”.  Uit belasting documenten van 26 december 1363 weten we dat hij land bezat in Ripoli Tizzana en een huis in de parochie van San Pier Maggiore in Florence. In 1365 wordt hij vermeld als  “Iohannes pictor de Kaverzaio”, in verband met de schilderwerken in de sacristie (nu de Rinuccini kapel) van de Santa Croce in Florence. Op 22 april 1366 verwierf hij het burgerschap van Florence voor hem, zijn kinderen en al hun nakomelingen. De laatste documenten over Giovanni dateren van 1369 toen hij met Giottino en Agnolo en Giovanni Gaddi, de zonen van Taddeo Gaddi, in Rome werk uitvoerde voor paus Urbanus V.

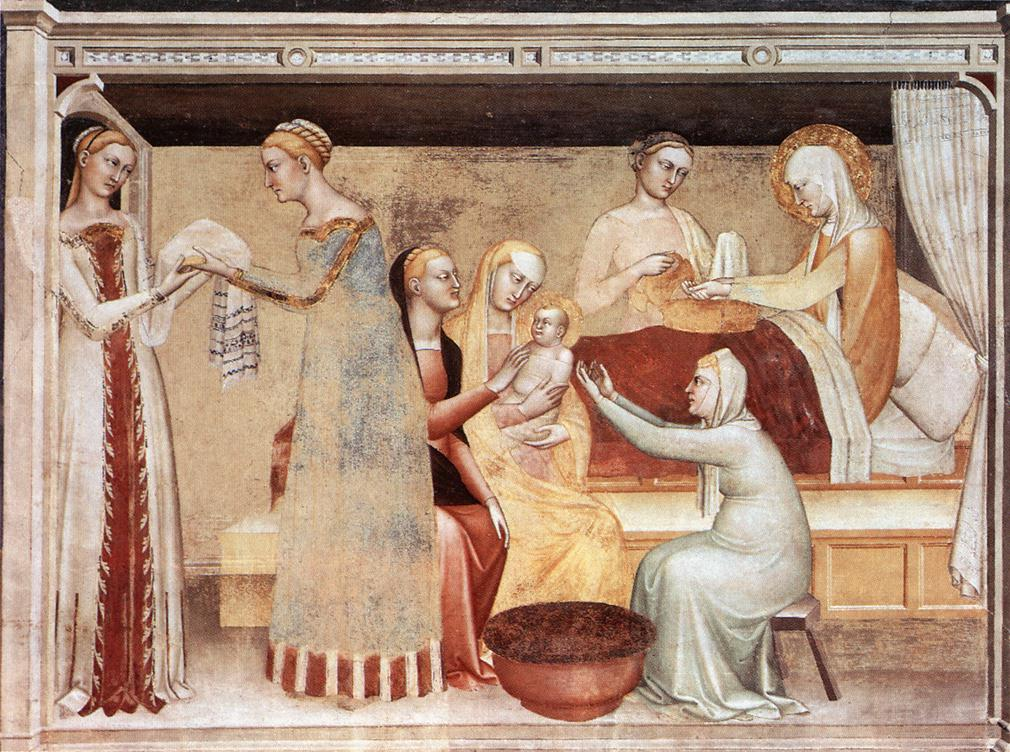
De geboorte van de Maagd, Capella Rinuccini

## Signatuur
Hij signeerde zijn werken met onder meer "Iohanes de Mediolano" (Johannes van Milaan) op het veelluik van Prato en als "G(i)ovanni da Melano" op de Pieta van 1365, nu in de Galleria dell'Accademia in Florence.

## Stijl
In zijn werken wordt de Lombardische schilderstijl geënt op de Toscaanse door het minutieuze en intieme noordelijke realisme te combineren met de manier van werken van de Giotto-school. De directheid en intensiteit van de gezichtsuitdrukking van de personages, een typisch Lombardisch gegeven, zal ook in het latere werk van Giovanni een constante blijven. Mooie getuigen hiervan zijn de fresco's in de Rinuccini-kapel in de Santa Croce  en een polyptiek met de Madonna en heiligen, bewaard in het Stedelijk Museum van Prato, waarin verhalende frisheid wordt gecombineerd met een verfijnd kleurgebruik.

## Werken

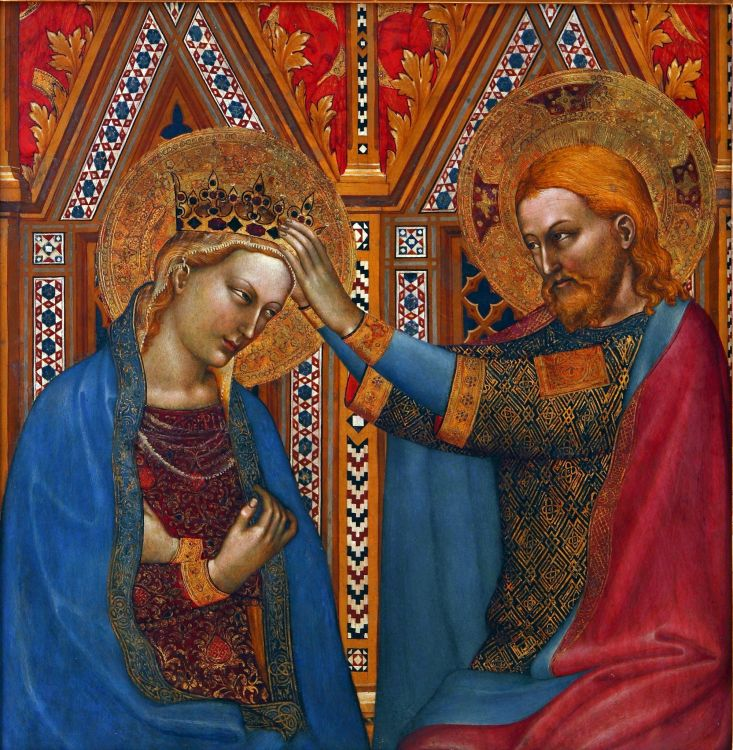
Kroning van de Maagd Maria (Ognisanti veelluik), Museo Nacional de Bellas Artes, Buenos Aires

Zijn eerste werk zou een fresco zijn in het kerkje van Santa Maria della Grazie in Mendrisio, maar dit werk zou afkomstig zijn uit het oratorium van het pelgrimsziekenhuis van San Giovanni van de middeleeuwse orde van de Humiliaten, waarmee hij later ook nog contact had in verband met het veelluik van hun Ognisanti-kerk in Florence. De toewijzing van deze lunette aan Giovanni da Milano is vrij belangrijk omdat het zijn contacten met de Lombardische kunst van de tweede helft van de veertiende eeuw illustreert en dus een aanwijzing zou kunnen zijn waar hij zijn opleiding kreeg. Het werk wordt gedateerd op 1350. Het werk illustreert eveneens de invloed van het verblijf van Giotto in Milaan en de invloed die hij gehad heeft op de jonge Giovanni, die wellicht het nieuwe in de fresco’s van de Giotto-school heeft gewaardeerd.
Verder zijn er nog twee paneeltjes met de kruisiging, vandaag in privécollecties, die aan de Lombardische periode van de schilder worden toegewezen. Daarnaast is er een klein werk met God de Vader, Christus en heiligen bewaard in de National Gallery in Londen en een tekening met een kruisiging in het Kupferstichkabinett van de Staatliche Musee in Berlijn.
Hierbij een lijst met de bijzonderste werken van de meester.
- Christus en de getroonde Maagd met zes heiligen, ca. 1348-1355, tempera en goud op paneel, Londen, National Gallery
- Anconetta, ca. 1353-1354, tempera en goud op paneel, Rome, Gallerie Nazionali d'Arte Antica in het Palazzo Barberini
- Veelluik met de Madonna met Kind tussen de HH. Barnabas,  Bernardus, Bartolomeus en Catharina van Alexandrië, 1354, tempera en goud op paneel, Prato, Museo civico
- Annunciatie, ca. 13545, tempera en goud op paneel, Pisa, Museo nazionale di San Matteo
- Sint Franciscus van Assisi, ca. 1360, tempera en goud op paneel, Parijs, Louvre
- Antonius van Egypte, ca. 1360, tempera en goud op paneel, Williamstown, Williams College Museum of Art
- Paneeltjes van het Veelluik van de Ognissanti in Florence, ca.1360, tempera en goud op paneel, Florence, Uffizi en andere verzamelingen
- Kruisiging, ca. 1365, tempera en goud op paneel, Amsterdam, Rijksmuseum
- Bewening van Christus door Maria met de apostel Johannes en Maria Magdalena, 1365, tempera en goud op paneel, Florence, Galleria dell'Accademia
- Scènes uit het leven van Maria, 1365, fresco’s, Florence, basiliek van Santa Croce, Rinuccini kapel
- Scènes uit het leven van Maria Magdalena, 1365, fresco’s, Florence, basiliek van Santa Croce, Rinuccini kapel
- Profeten, Christus de Verlosser, 1365, fresco’s, Florence, basiliek van Santa Croce, Rinuccini kapel
- Triptiek van Madonna, Christus de Verlosser en Johannes de Doper, 1365-1366, tempera en goud op paneel, Londen, National Gallery
- Majestas Domini, ca.1365, tempera en goud op paneel, Florence, Verzameling van Contini Bonacossi
- Getroonde Christus aanbeden door de engelen, ca. 1371, tempera en goud op paneel, Milaan, Pinacoteca di Brera

- Gemeinsame Normdatei: 121656705
- International Standard Name Identifier: 0000 0000 8169 8703
- Library of Congress Control Number: n88020960
- Nationale Bibliotheek van Tsjechië: xx0123598
- Nederlandse Thesaurus van Auteursnamen: 073615994
- RKD-Nederlands Instituut voor Kunstgeschiedenis: 31863
- Istituto Centrale per il Catalogo Unico: NAPV187654
- Système universitaire de documentation: 06732245X
- Union List of Artist Names: 500012251
- Virtual International Authority File: 100384768
- WorldCat: E39PBJxWWgVkmCkJmPjwMFkVYP